# Бибаево-Челны
Биба́ево-Челны́ (тат. Бибай-Чаллысы) — деревня в Алькеевском районе Республики Татарстан, в составе Старочелнинского сельского поселения.

## История
В «Списке населенных мест по сведениям 1859 года», изданном в 1866 году, населённый пункт упомянут как казённая деревня Челны Бабаевы Татарские 2-го стана Спасского уезда Казанской губернии. Располагалась при речке Челнинке, по правую сторону просёлочного тракта в село Билярск, в 51,5 версте от уездного города Спасска и в 17 верстах от становой квартиры в казённой деревне Матаки Базарные). В деревне в 70 дворах жили 484 человека (239 мужчин и 245 женщин). Была мечеть.

## Население
| 1782 | 1859 | 1897 | 1908 | 1920 | 1926 | 1938 | 1949 | 1958 | 1970 | 1979 | 1989 | 2002 | 2010 | 2015 |
| ---- | ---- | ---- | ---- | ---- | ---- | ---- | ---- | ---- | ---- | ---- | ---- | ---- | ---- | ---- |
| 67   | 484  | 671  | 674  | 813  | 648  | 547  | 462  | 442  | 434  | 348  | 189  | 155  | 124  | 134  |

Национальный состав
Согласно результатам переписи 2002 года, в национальной структуре населения села татары составляли 100% из 155 человек.